# Pietro Ostini
Pietro Ostini (Roma, 27 aprile 1775 – Napoli, 4 marzo 1849) è stato un cardinale e arcivescovo cattolico italiano.

## Biografia
Nacque a Roma il 27 aprile 1775.
Papa Gregorio XVI lo elevò al rango di cardinale nel concistoro dell'11 luglio 1836.
Partecipò al conclave del 1846 che elesse Pio IX.
Morì il 4 marzo 1849 all'età di 73 anni.

## Genealogia episcopale e successione apostolica
La genealogia episcopale è:
- Cardinale Scipione Rebiba
- Cardinale Giulio Antonio Santori
- Cardinale Girolamo Bernerio, O.P.
- Arcivescovo Galeazzo Sanvitale
- Cardinale Ludovico Ludovisi
- Cardinale Luigi Caetani
- Cardinale Ulderico Carpegna
- Cardinale Paluzzo Paluzzi Altieri degli Albertoni
- Papa Benedetto XIII
- Papa Benedetto XIV
- Papa Clemente XIII
- Cardinale Bernardino Giraud
- Cardinale Alessandro Mattei
- Cardinale Giacomo Giustiniani
- Cardinale Pietro Ostini

La successione apostolica è:
- Vescovo Josef Anton Salzmann (1829)
- Vescovo Mariano Medrano y Cabrera (1830)
- Vescovo Ferdinando Girardi, C.M. (1842)
- Vescovo Giuseppe Palma, O.Carm. (1843)
- Vescovo Antonio Gava (1843)
- Vescovo Domenico Maria Giuseppe Lo Jacono, C.R. (1844)
- Arcivescovo Michele Manzo (1845)
- Arcivescovo Pierluigui Pera (1845)
- Cardinale Domenico Lucciardi (1846)
- Vescovo Francesco Mazzuoli (1846)
- Vescovo Giuseppe Gennaro Romano (1846)